# Samuel Quina
Samuel António da Silva Tavares Quina (Bissau, 3 agosto 1966) è un ex calciatore portoghese, di ruolo centrocampista.

## Biografia
Suo figlio Domingos è anch'egli un calciatore.

## Statistiche

### Cronologia presenze e reti in nazionale
| Cronologia completa delle presenze e delle reti in nazionale ― Portogallo M | Cronologia completa delle presenze e delle reti in nazionale ― Portogallo M | Cronologia completa delle presenze e delle reti in nazionale ― Portogallo M | Cronologia completa delle presenze e delle reti in nazionale ― Portogallo M | Cronologia completa delle presenze e delle reti in nazionale ― Portogallo M | Cronologia completa delle presenze e delle reti in nazionale ― Portogallo M | Cronologia completa delle presenze e delle reti in nazionale ― Portogallo M | Cronologia completa delle presenze e delle reti in nazionale ― Portogallo M |
| Data                                                                        | Città                                                                       | In casa                                                                     | Risultato                                                                   | Ospiti                                                                      | Competizione                                                                | Reti                                                                        | Note                                                                        |
| --------------------------------------------------------------------------- | --------------------------------------------------------------------------- | --------------------------------------------------------------------------- | --------------------------------------------------------------------------- | --------------------------------------------------------------------------- | --------------------------------------------------------------------------- | --------------------------------------------------------------------------- | --------------------------------------------------------------------------- |
| 4-9-1991                                                                    | Porto                                                                       | Portogallo                                                                  | 1 – 1                                                                       | Austria                                                                     | Amichevole                                                                  | -                                                                           |                                                                             |
| 11-9-1991                                                                   | Porto                                                                       | Portogallo                                                                  | 1 – 0                                                                       | Finlandia                                                                   | Qual. Euro 1992                                                             | -                                                                           |                                                                             |
| 12-10-1991                                                                  | Lussemburgo                                                                 | Lussemburgo                                                                 | 1 – 1                                                                       | Portogallo                                                                  | Amichevole                                                                  | -                                                                           | 46’                                                                         |
| 31-5-1992                                                                   | New Haven                                                                   | Italia                                                                      | 0 – 0                                                                       | Portogallo                                                                  | Amichevole                                                                  | -                                                                           | 38’                                                                         |
| 7-6-1992                                                                    | Boston                                                                      | Irlanda                                                                     | 2 – 0                                                                       | Portogallo                                                                  | Amichevole                                                                  | -                                                                           |                                                                             |
| Totale                                                                      |                                                                             | Presenze                                                                    | 5                                                                           |                                                                             | Reti                                                                        | 0                                                                           |                                                                             |

## Palmarès
- Campionato portoghese: 3

Benfica: 1986-1987, 1988-1989, 1990-1991
- Coppa di Portogallo: 4

Benfica: 1984-1985, 1985-1986, 1986-1987, 1992-1993